# Antoine de Seguiran
Antoine de Seguiran, auch chevalier de Seguiran, war ein französischer Militär und Enzyklopädist des 18. Jahrhunderts.

## Leben und Wirken
Er entstammte einer dem Militär verbundenen Familie aus Arles. 
Der Chevalier de Seguiran schrieb für die Encyclopédie von Denis Diderot und Jean-Baptiste le Rond d’Alembert. Seine Ausführungen wurden unter den Begriffen Wahrheit, vérité, und Tugend, vertu, publiziert.